# Madeleine Leininger
Madeleine Leininger (Sutton, 13 luglio 1925 – Omaha, 10 agosto 2012) è stata un'infermiera statunitense, promotrice ed antesignana del nursing transculturale.

Madaleine Leininger

Dopo oltre 50 anni di studi, la Teoria delle diversità e universalità dell’assistenza transculturale di Madeleine Leininger si è ben acclimatata in ambito accademico, affermandosi tra le più importanti, autorevoli e significative teorie dell'infermieristica moderna.

## Biografia
Madeleine Leininger nasce a Sutton, un paese rurale del Sud del Nebraska, in una famiglia di matrice cattolico-cristiana. Dopo aver conseguito la laurea in scienze biologiche nel 1950, presta servizio come istruttrice, infermiera professionale e coordinatrice infermieristica in un reparto di medicina e chirurgia e, successivamente, apre in qualità di direttore dei servizi infermieristici, un reparto di psichiatria presso il St Joseph's Hospital di Omaha. 
Alla metà degli anni '50, infermiera specialista in un'unità operativa psichiatrica, prende consapevolezza delle differenze culturali tra i vari bambini che giungevano al suo servizio: ad alcuni piaceva solamente un certo tipo di cibo, altri accettavano o rifiutavano i trattamenti farmacologici in accordo alla loro cultura(ricordiamo che gli Stati Uniti hanno sempre vissuto una forte multiculturalità), altri avevano differenti schemi di gioco e seguivano rituali diversi quanto era il momento di andare a letto. In particolare la Leininger osserva l'evidente mancanza di specifica competenza culturale infermieristica, mancanza sentita non solo nel nursing ma in tutte le professioni sanitarie.
Cerca quindi di formarsi una competenza culturale specifica che la porta nello Stato di Washington, a Seattle, nel Nordovest degli Stati Uniti, dove consegue la laurea in antropologia, e dove dopo cinque intensi anni di studio si accorge delle profonde interconnessioni tra nursing e antropologia. Negli anni '60, per il dottorato in antropologia culturale, la Leininger sceglie di condurre una ricerca etnografica tra i gadsup, nelle montagne non toccate dalla tecnologia e dalla comunicazione della Nuova Guinea. Torna negli Stati Uniti più che mai convinta che per erogare una assistenza infermieristica di qualità sia necessario che gli infermieri abbiano una conoscenza antropologica. Dà il via a numerose iniziative, estremamente innovative per i suoi tempi.
Nel 1968 la Leininger fonda il Comitato di Nursing e Antropologia (attualmente ancora attivo) all'interno del Medical Council Anthropology per scambiare idee, opinioni e per eseguire ricerche tra i campi del nursing e dell'antropologia. Tra il 1972 e il 1974 fonda la Società del Nursing Transculturale, come promotrice del nursing transculturale nel mondo.
Nel 1966 comincia a insegnare al primo corso di nursing transculturale presso l'Università del Colorado, dove ricopre l'incarico di professore ordinario di nursing e antropologia. L'attività di insegnamento nell'assistenza, attenta alle diversità culturali, dura ormai da più di 40 anni e la Leininger anche molto anziana continua a tenere ogni anno alcune conferenze, soprattutto nei pressi di quella che fu la sua residenza a Omaha.
Tra il 1969 e il 1975 vengono avviati i primi dottorati di ricerca in nursing con focus scientifico sul nursing transculturale. Nel 1975 la Leininger è designata decano e professore della facoltà di nursing all'Università dello Utah. Nel 1981 si trasferisce invece alla Wayne State University in Michigan dove continua quest'incarico. 
Nel 1988 prende vita il programma per la certificazione degli infermieri in campo culturale, attraverso la Transcultural Nursing Society, come momento fondamentale per la legittimazione dell'epistemologia dell'infermieristica. Dai primi anni novanta molto ospedali, università e agenzie sanitarie cominciano a introdurre il concetto di nursing transculturale. Oggi questa disciplina legittimata scientificamente è riconosciuta in tutto il mondo.
Madeleine Leininger muore nella sua casa a Omaha, in Nebraska, il 10 agosto 2012, all'età di 88 anni.

## Opere
- Madeleine M. Leininger e Marilyn R. McFarland, Infermieristica transculturale, a cura di Giuseppina Ledonne, Marta Nucchi, Casa Editrice Ambrosiana, 2004, ISBN 9788808086877.
- Madeleine M. Leininger, Diversità e universalità dell'assistenza culturale. Una teoria del nursing, a cura di Rita Riolfi, Natale Filippi, Piccin-Nuova Libraria, 2005, ISBN 9788829917747.
- (EN) Madeleine M. Leininger, Care, the Essence of Nursing and Health, SLACK, 1984, ISBN 9780913590997.
- (EN) Madeleine M. Leininger, Nursing and Anthropology: Two Worlds to Blend, Wiley, 1970, ISBN 9780471526025.

## The Leininger Award
La Transcultural Nursing Society ha istituito un premio in suo onore nel 1983 per dare riconoscimento internazionale agli infermieri leader nell'assistenza infermieristica transculturale. La cerimonia di premiazione di svolge ogni anno alla Transcultural Nursing Society Annual Conference.